# 표현론 (문학)
표현론(表現論), 혹은 생산론(生産論)은 문학 감상 및 비평의 관점 중 하나로서 외재적 관점(外在的 觀點)에 속한다.
표현론은 작품을 작가의 체험·사상·감정의 표현물로 본다. 이러한 사고는 낭만주의적 문학관에서 그 예를 확인할 수 있는데, 표현론에서 문학이란 작가의 영감 혹은 천재성이 창작이라는 활동으로 표출된 것이라 여긴다. 따라서 작품의 정확한 이해를 위해서는 작품의 작가의 의도, 전기적(傳記的) 자료, 심리 상태 등 작가의 모든 것을 작품에 연관시켜 해석한다.

## 같이 보기
- 반영론
- 효용론
- 절대주의론
- 외재적 관점